# Raión de Mahdalynivka
Raión de Mahdalynivka (en ucraniano: Магдалинівський район) es un antiguo raión o distrito de Ucrania en el óblast de Dnipropetrovsk. 
Comprende una superficie de 1599 km².
La capital fue la ciudad de Mahdalynivka.

## Demografía
Según estimación 2010 contaba con una población total de 35077 habitantes.

## Otros datos
El código KOATUU es 1222300000. El código postal 51100 y el prefijo telefónico +380 5691.